# دووگوشه
دووگوشه (به لهستانی:  Długosze) یک روستا در لهستان است که در گمینا پروستکی واقع شده‌است.